# 미국 물리학회

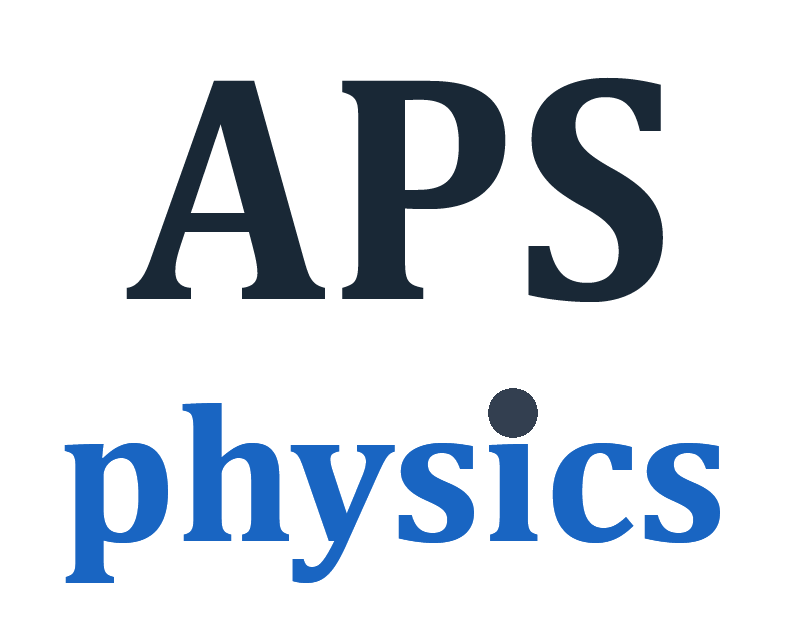

미국 물리학회(American Physical Society, APS)는 독일 물리학회에 이어 세계에서 두번째로 큰 물리학자들의 단체이다. APS에서는 유명한 피지컬 리뷰(Physical Review) 와 Physical Review Letters를 포함하여, 십여종 이상의 저널을 출판하고 있다. 매년 20여개 이상의 학회와 분과 모임이 개최된다. APS는 American Institute of Physics 에 속한 단체이기도 하다.

## 역사
미국 물리학회는 1899년 5월 20일에 서른 여섯명은 물리학자들이 컬럼비아 대학에 모여 설립되었다.
초창기에 4년마다 열리다가, 매년 개최되는 학회를 개최하는 것이 APS의 유일한 활동이었다.
1893년 컬럼비아 대학에서 시작된 피지컬 리뷰를 1913년 APS가 넘겨 받아 저널 출판이 APS의 두번째 큰 활동이 되었다.
피지컬 리뷰에이어 1929년 Review of Modern Physics와 1958년에 Physical Review Letters가 출판되었고, 피지컬 리뷰는 시간이 흐르면서 물리학 분야들이 확장되고 제출되는 논문이 늘어나면서 다섯 섹션으로 나뉘었다.

## APS 산하 조직
미국 물리학회에는 44개의 산하 조직이 있다. 분과(divisions), 포럼 (forums), 주제별 모임(topical groups), 과 섹션(sections)의 형태의 산하 조직은 물리학계의 다양한 이해를 반영하고 있다.

### 분과
- 원자, 분자, 광 물리 (Atomic, Molecular & Optical Physics, DAMOP)
- 천체 물리 (Astrophysics, DAP)
- 생물 물리 (Biological Physics, DBIO)
- 화학 물리 (Chemical Physics, DCP)
- 계산 물리 (Computational Physics, DCOMP)
- 응집 물질 물리 (Condensed Matter Physics, DCMP)
- 유체 동역학 (Fluid Dynamics, DFD)
- 레이저 과학 (Laser Science, DLS)
- 재료 물리 (Materials Physics, DMP)
- 핵 물리 (Nuclear Physics, DNP)
- 입자/장 (Particles and Fields, DPF)
- 빔 물리 (Physics of Beams, DPB)
- 플라즈마 물리 (Plasma Physics, DPP)
- 고분자 물리 (Polymer Physics, DPOLY)

### 포럼
- Education (FEd)
- Graduate Student Affairs (FGSA)
- History of Physics (FHP)
- Industrial and Applied Physics (FIAP)
- International Physics (FIP)
- Outreach and Engaging the Public (FOEP)
- Physics and Society (FPS)

### 섹션
- California-Nevada Section (CAL)
- Four Corners (4CS)
- Mid-Atlantic (MAS)
- New England (NES)
- New York State (NYSS)
- Northwest (NWS)
- Ohio-Region (OSAPS)
- Prairie Section (PSAPS)
- Southeastern (SESAPS)
- Texas (TSAPS)

### 주제별 그룹
- Energy Research and Applications (GERA)
- Few-Body Systems (GFB)
- Gravitation (GGR)
- Hadronic Physics (GHP)
- Instrument and Measurement Science (GIMS)
- Magnetism (GMAG)
- Physics Education Research (GPER)
- Plasma Astrophysics (GPAP)
- Precision Measurement & Fundamental Constants (GPMFC)
- Physics of Climate (GPC)
- Quantum Information (GQI)
- Shock Compression of Condensed Matter (SHOCK)
- Statistical and Nonlinear Physics (GSNP)

## 참고
1. ↑  “AIP member societies”. Aip.org. 2011년 12월 13일에 원본 문서에서 보존된 문서. 2011년 12월 6일에 확인함.
2. ↑   보관됨 2014-03-13 - 웨이백 머신 APS Units